# Sipos Károly
Sipos Károly (más néven: Sipolák, Sipolyák, Kalocsa, 1835. október 11. – Foktő, 1890. október 7.) színész, színigazgató.

## Életútja
Sipolák István és Bajai Katalin fiaként született. Mint szerelmes színész kezdte a pályát. 1853—56 telén Latabár Endre társulatának volt a tagja Győrött, 1860—68 között Miskolcon volt igazgató, illetve Szabadkán is, ahol Blaha Lujza is a társulata tagjaként működött. 1861. május 13-án Székesfehérváron házasságot kötött Dobozy Lina drámai színésznővel. 1862. július 18-án nejével fellépett a Nemzeti Színházban, mint vendég a Tücsökben mint Landry, neje mint Fanchon. 1863 áprilisában kilépett Szuper Károly társulatából, majd átvette az ekkoriban visszavonult Pázmán Mihály kellékeit és önálló igazgatásba fogott. 1863 húsvétján Nagykőrösön működött mint igazgató, augusztus havában Kalocsán hirdette a kultúrát, 1865-ben Abrudbányán járt stb. Azonban a küzdelembe belefáradt, mire 1871. november havában telekkönyvvezető lett. A színpadtól betegeskedés miatt vonult vissza, de jótékonysági előadásokon továbbra is vállalt fellépést, rendezést. 1873-ban Sipolák családi nevét Siposra változtatta. 1879-ben a kalocsai királyi járásbíróság írnoka volt. Miután első nejétől törvényesen elvált, 1878. június 11-én Dunaföldváron feleségül vette Kosaras Erzsébetet (Székesfehérvár, 1853 körül – Szedres, 1905. október 7.). Elhunyt 1890-ben tüdőgümőkór következtében.

## Családja
Gyermekei Dobozy Linától:
- Sipos Irén Cecília (Szabadka, 1864. november 28.[15] – ?)
- Keller Ottóné Sipos Gizella (Pécs, 1870. február 13.[16] – Kaposvár, 1946. május 8.)[17] színésznő

Kosaras Erzsébettől született gyermekei:
- Sipos Gyula (Kalocsa, 1879. április 18.[18] – Kalocsa, 1880. június 12.)[19]
- Sipos Margit Flóra (Kalocsa, 1880. április 5.[20] – Kalocsa, 1955. június 30.) tanítónő[21]
- Sipos Dezső (Kalocsa, 1881. szeptember 9.[22] – ?) pénzügyi tisztviselő, felesége Göttler Irén Teréz[23]
- Sipos Irén (Kalocsa, 1883. március 9.[24] – ?)
- Sipos János Béla (Kalocsa, 1885. június 24.[25] – ?) elemi iskolai tanító, felesége Antóni Mária[26]